# Đài Truyền hình Việt Nam (Việt Nam Cộng hòa)
Đài Truyền hình Việt Nam (THVN) hay còn gọi là Đài Truyền hình Sài Gòn là đài vô tuyến truyền hình thuộc Nha Vô tuyến Truyền hình Việt Nam của Việt Nam Cộng hòa. Đài Sài Gòn phát sóng trên băng tần số 9 nên cũng được gọi là Đài số 9, phát hình trắng đen với tiêu chuẩn kỹ thuật truyền hình Hệ FCC - điều tần tiếng 4,5 MHz (nay là kênh HTV9 của Đài Truyền hình Thành phố Hồ Chí Minh). Đài Sài Gòn hoạt động từ ngày 7 tháng 2 năm 1966 đến ngày 29 tháng 4 năm 1975. Đây là đài truyền hình đầu tiên của Việt Nam.
Đài THVN do Tổng cục Truyền thanh, Truyền hình và Điện ảnh điều hành dưới quyền Bộ Dân vận.

## Lịch sử

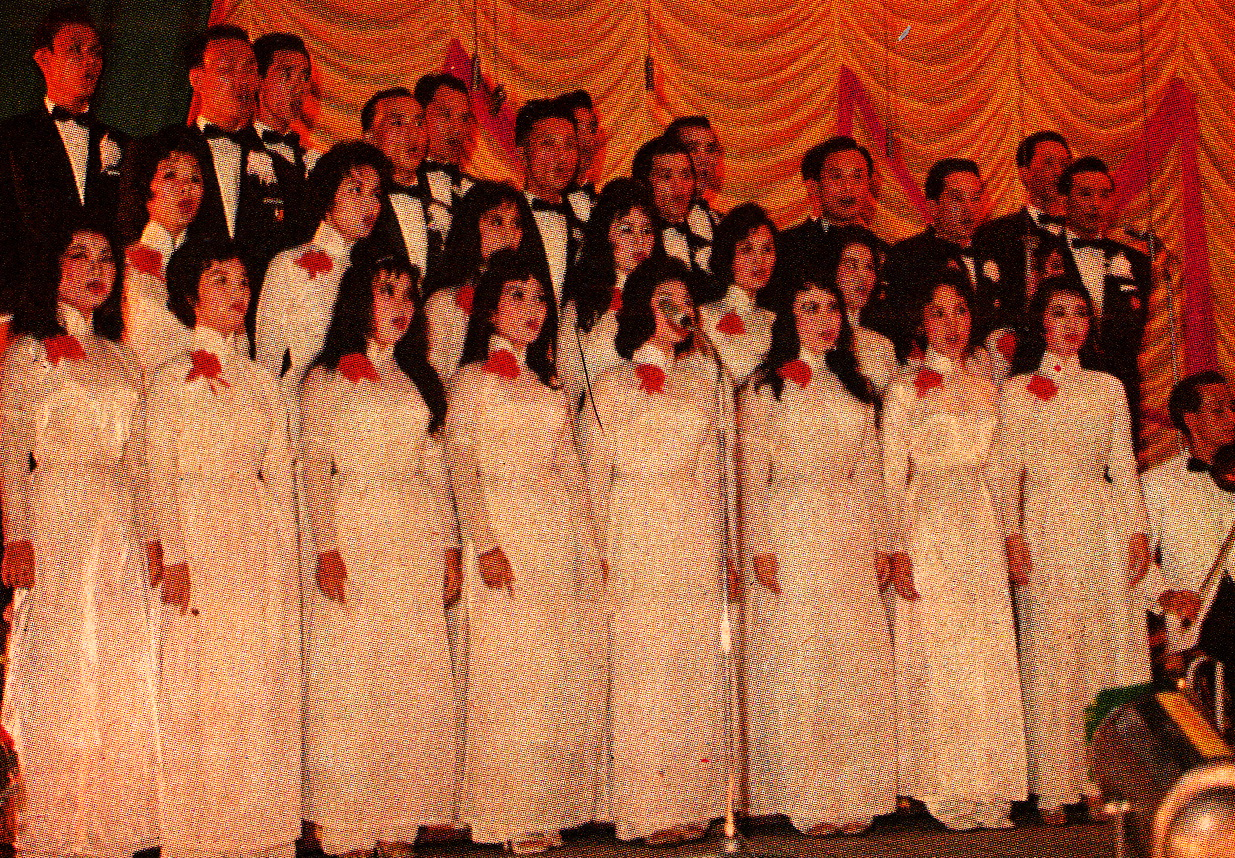
Ban hợp ca của nhạc sĩ Hoàng Thi Thơ từng góp mặt trên đài truyền hình

Đài Truyền hình Việt Nam (THVN) được thành lập năm 1965; buổi phát hình đầu tiên của Đài là ngày 7 tháng 2 năm 1966 vào lúc 19 giờ và lần cuối cùng là 23 giờ 57 phút ngày 29 tháng 4 năm 1975. Trong thời gian đầu phát điểm là từ trên không trung bằng kỹ thuật stratovision do phi cơ gài ăng ten bay trên không phận Sài Gòn cách mặt đất 3–6 km. Kỳ phát hình đó ghi hình ảnh của Thủ tướng Nguyễn Cao Kỳ và đại sứ Mỹ Cabot Lodge. Khu vực bắt sóng bao trùm đông Nam phần và nam Trung phần, từ Phan Thiết đến Long An đều xem được. Lúc đầu phát hình một giờ đồng hồ sau tăng thời lượng lên hai giờ đồng hồ. Ngày 25 tháng 10 năm 1966 thì mới lập cơ sở trên mặt đất trong thành phố. Đoàn cải lương Dạ Lý Hương với vở "Yêu Người Điên" do nghệ sĩ Hùng Cường, Bạch Tuyết thủ vai chính được thu hình và phát sóng đầu tiên.
Cùng lúc với việc thiết lập Đài Truyền hình Việt Nam là đài của Quân đội Hoa Kỳ phát bằng tiếng Anh, lúc đầu gọi là AFRTS (Armed Forces Radio Television Service), đến năm 1967 thì đổi là AFVN (Armed Forces Vietnam Network). Đài THVN được phát trên băng tần số 9 trong khi đài AFVN phát tín trên băng tần số 11. AFVN đã trình chiếu hình ảnh phi hành gia Neil Armstrong đáp xuống Mặt Trăng năm 1969 cho khán giả ở Miền Nam xem.
Trụ sở thu hình lúc đầu dùng chung cơ sở của Trung tâm Điện ảnh Quốc gia số 9 trên đường Thi Sách, đến năm 1967 thì tách ra thành Phòng Điện ảnh và Phòng Truyền hình riêng. Đài Truyền hình chuyển về số 9 đường Hồng Thập Tự (nay là Nguyễn Thị Minh Khai), Sài Gòn (nay là Thành phố Hồ Chí Minh), sau này là trụ sở của Đài Truyền hình Thành phố Hồ Chí Minh hiện nay. Việc xây cất và thiết bị do hãng RCA International Service của Hoa Kỳ đảm trách với kỹ thuật tương đương với một thành phố trung bình ở Mỹ. Giám đốc đầu tiên của Đài Truyền hình Việt Nam là Trung tá Đỗ Việt, Phó Giám đốc là Lê Hoàng Hoa.

### Phát triển
Đài Truyền hình dân sự thứ hai được thiết lập sau đài Sài Gòn là đài địa phương Cần Thơ rồi lần lượt thêm những đài khác ở Quân khu I và II. Sang thập niên 1970 miền Nam đã đó có tới năm đài truyền hình trong khi ở miền Bắc truyền hình chưa hết giai đoạn thử nghiệm và đến năm 1971 mới bắt đầu thiết lập.
Ngoài Đài chính ở Sài Gòn, Việt Nam Cộng hòa còn có bốn đài truyền hình địa phương ở Huế, Quy Nhơn, Nha Trang và Cần Thơ.
Thời lượng phát hình vào đầu thập niên 1970 của Đài Truyền hình Việt Nam là sáu giờ mỗi ngày vào buổi chiều. 80% dân chúng ở Miền Nam có thể bắt sóng xem được. Tính bình quân cứ mỗi 50 người dân thì có một ti vi; tổng cộng hơn 350.000 máy trên toàn quốc. Ngân sách của THVN vào năm 1970 là 1,2 triệu Mỹ kim.
Bắt đầu từ năm 1972 và hoàn tất năm 1973 sau Hiệp định Paris đài tiếng Anh AFVN giảm hoạt động rồi chấm dứt hẳn ngày 22 tháng 3. Máy móc và thiết bị kỹ thuật đã được chuyển giao cho THVN.
23h57 ngày 29 tháng 4 năm 1975, Đài Truyền hình Việt Nam của Việt Nam Cộng hòa chấm dứt hoạt động sau 10 năm tồn tại bằng lời chia tay và Quốc ca, Đài Truyền hình Giải phóng kế thừa toàn bộ cơ sở vật chất của Đài, từ ngày 2 tháng 7 năm 1976, đó là tiền thân của Đài Truyền hình Thành phố Hồ Chí Minh ngày nay.

### Chương trình nội dung
Đài THVN mở đầu mỗi buổi phát hình với câu: 
| “ | Xin kính chào quý vị. Đây là đài Truyền hình Việt Nam, phát hình trên băng tần số 9. | ” |

| Giờ   | Chương trình tiêu biểu ngày Thứ Năm, 2 tháng 3 năm 1972 |
| ----- | ------------------------------------------------------- |
| 18:00 | Đài hiệu, quốc kỳ, giới thiệu chương trình phát hình    |
| 18:05 | Tin ngắn                                                |
| 18:10 | Nhân dân tự vệ                                          |
| 19:00 | Thông cáo                                               |
| 19:05 | Thời sự hàng tuần                                       |
| 19:15 | Nhạc làm quen khán giả                                  |
| 20:00 | Tin tức                                                 |
| 20:30 | Tiếng nói Động viên                                     |
| 21:00 | Bình luận                                               |
| 21:10 | Tiếng nói Động viên (tiếp theo)                         |
| 21:30 | Điểm báo                                                |
| 21:40 | Thời sự quốc tế                                         |
| 21:50 | Kịch: Cô gái Hà Tiên của ban Gió Nam                    |
| 22:30 | Tin chọn lọc                                            |
| 22:35 | Cô gái Hà Tiên (phần 2)                                 |
| 24:00 | Đài hiệu, quốc kỳ                                       |

Bản tin thời sự có những bước đột phá như loạt truyền hình về cuộc tổng tuyển cử tổng thống Việt Nam Cộng hòa và Thượng viện năm 1967.
Chương trình phát hình khá đa dạng trong đó có phần tân nhạc như Tiếng tơ đồng, Hương xưa; ca nhạc với những ca sĩ tên tuổi như Thanh Lan, Trần Thiện Thanh; nhạc sĩ như Châu Kỳ, Phạm Mạnh Cương, Văn Phụng, Lê Dinh, Hoàng Thi Thơ, thể thao bóng đá; kịch nói với đoàn kịch Túy Hồng; cải lương mỗi thứ Bảy, và cả hát bội. Kịch nói truyện dài xã hội và hài hước như Gia đình Thầy Ký xuất hiện mỗi tối Thứ Năm với 2 diễn viên là Tú Trinh và Thanh Việt. Nói chung phần giải trí chiếm khoảng 60% thời giờ phát hình.
Ngoài ra có những khoản đặc biệt cho các đoàn thể như chương trình Phật giáo Tiếng chuông chùa hay chương trình truyền hình Đắc Lộ của giáo hội Công giáo. Ngành giáo dục thì có chương trình Thế giới Trẻ em của nhạc sĩ Lê Văn Khoa, Ban Tuổi Xanh của nữ nghệ sĩ Kiều Hạnh, và Đố vui để học do Vũ Khắc Khoan điều khiển, Đinh Ngọc Mô phụ trách. Chương trình Tuyển lựa ca sĩ cũng rất được hâm mộ, tạo ra những khuôn mặt mới trong ngành tân nhạc Việt Nam. Đài Truyền hình còn cho phát những chương trình dân vận và quân vận của Chiêu hồi. Trong những sự kiện được phát sóng, đáng ghi nhớ là buổi phát hình trận chung kết Giải vô địch bóng đá thế giới 1974 giữa đội tuyển Tây Đức và Hà Lan.
Phát ngôn viên đài truyền hình có Tuyết Mai, Mai Liên, Nguyễn Đình Khánh.
Đài THVN kết thúc buổi phát hình với những câu: 
| “ | Kính thưa quý vị, chương trình của Đài Truyền hình Việt Nam tối nay, đến đây đã chấm dứt. Với những cố gắng thường xuyên trong các mục thông tin, giáo dục và giải trí, chúng tôi ước mong quý vị đã thưởng thức phần nào chương trình của đài chúng tôi. Xin kính chúc quý vị một đêm yên nghỉ và hẹn tái ngộ cùng quý vị vào tối mai, cũng trên băng tần số 9 của đài chúng tôi. Kính chào quý vị. | ” |

Câu kết thúc trên được lập lại đến ngày 29 tháng 4 năm 1975.

### Những ngày cuối cùng
Những biến cố lịch sử vào đầu năm 1975 cũng được Đài Truyền hình Sài Gòn truyền đi. Cuộc di tản hỗn loạn và đẫm máu triệt thoái khỏi Cao nguyên Trung phần xuống Tuy Hòa theo quốc lộ 7, mệnh danh là "Con lộ Máu và Nước mắt" (tiếng Anh: Convoy of Tears) được phát hình trên vô tuyến gây thêm kinh hoàng cho dân chúng miền Nam. Tiếp theo đó là buổi phát hình trực tiếp bài diễn văn từ chức của Tổng thống Việt Nam Cộng hòa Nguyễn Văn Thiệu vào tối ngày 21 tháng Tư năm 1975.
Ngay đến ngày 30 tháng 4, đoàn thu hình THVN9 đã vào Dinh Độc Lập đợi Tổng thống Dương Văn Minh nhưng không thực hiện vì khoảng 7 giờ sáng, Dương Văn Minh ra gặp và kêu gọi mọi người hãy ra về. Vài tiếng đồng hồ sau, chính thể Việt Nam Cộng hòa chính thức xóa sổ.
Buổi phát hình cuối cùng của THVN9 là từ 18h00 đến 23h57 ngày 29 tháng 4 năm 1975, trước ngày chính quyền Sài Gòn sụp đổ.

## Nhân vật liên quan
- Hoàng Thái: Giám đốc
- Lê Hoàng Hoa: Giám đốc sản xuất

## Quân Giải phóng tiếp quản
Sau khi chính quyền Sài Gòn sụp đổ, Đài THVN9 đã được bàn giao lại cho Mặt trận Dân tộc Giải phóng miền Nam Việt Nam và từ 00:00 ngày 1 tháng 5 năm 1975, Đài THVN9 của Việt Nam Cộng hòa được đổi thành Đài Truyền hình Sài Gòn Giải phóng (SGTV). Buổi phát hình đầu tiên trên kênh 9 mới là lời tuyên bố đầu hàng của Tổng thống Việt Nam Cộng hòa Dương Văn Minh. Đến ngày 2 tháng 7 năm 1976, đài chính thức mang tên Đài Truyền hình Thành phố Hồ Chí Minh (HTV).